# Торе Сан Северо (Терни)
Торе Сан Северо је насеље у Италији у округу Терни, региону Умбрија.
Према процени из 2011. у насељу је живело 145 становника. Насеље се налази на надморској висини од 523 м.